# Oreopsyche hyalina
Oreopsyche hyalina är en fjärilsart som beskrevs av Fabricius 1793. Oreopsyche hyalina ingår i släktet Oreopsyche och familjen säckspinnare. Inga underarter finns listade i Catalogue of Life.